# The Very Best
Albums de Coolio
Coolio.com
(2001) Fantastic Voyage: The Greatest Hits
(2001)
The Very Best est une compilation de Coolio, sortie le 18 avril 2001, uniquement au Japon. 

## Liste des titres
| No  | Titre                          | Durée |
| --- | ------------------------------ | ----- |
| 1.  | Fantastic Voyage               | 4:03  |
| 2.  | 1,2,3,4 (Sumpin' New)          | 3:33  |
| 3.  | Ooh La La La                   | 4:07  |
| 4.  | N Da Closet                    | 3:51  |
| 5.  | Get Up Get Down                | 5:31  |
| 6.  | One Mo                         | 3:44  |
| 7.  | Mama, I'm in Love With Gangsta | 4:10  |
| 8.  | Too Hot                        | 3:39  |
| 9.  | Can Get Down                   | 3:44  |
| 10. | County Line                    | 2:57  |
| 11. | Gangsta's Paradise             | 4:00  |
| 12. | My Soul                        | 4:15  |
| 13. | Sticky Fingers                 | 2:59  |
| 14. | Smilin'                        | 4:10  |
| 15. | Hit 'em                        | 4:22  |
| 16. | I Remember                     | 4:50  |
| 17. | For My Sistas                  | 4:27  |
| 18. | C U When U Get There           | 5:09  |